# Potsdams stadsslott

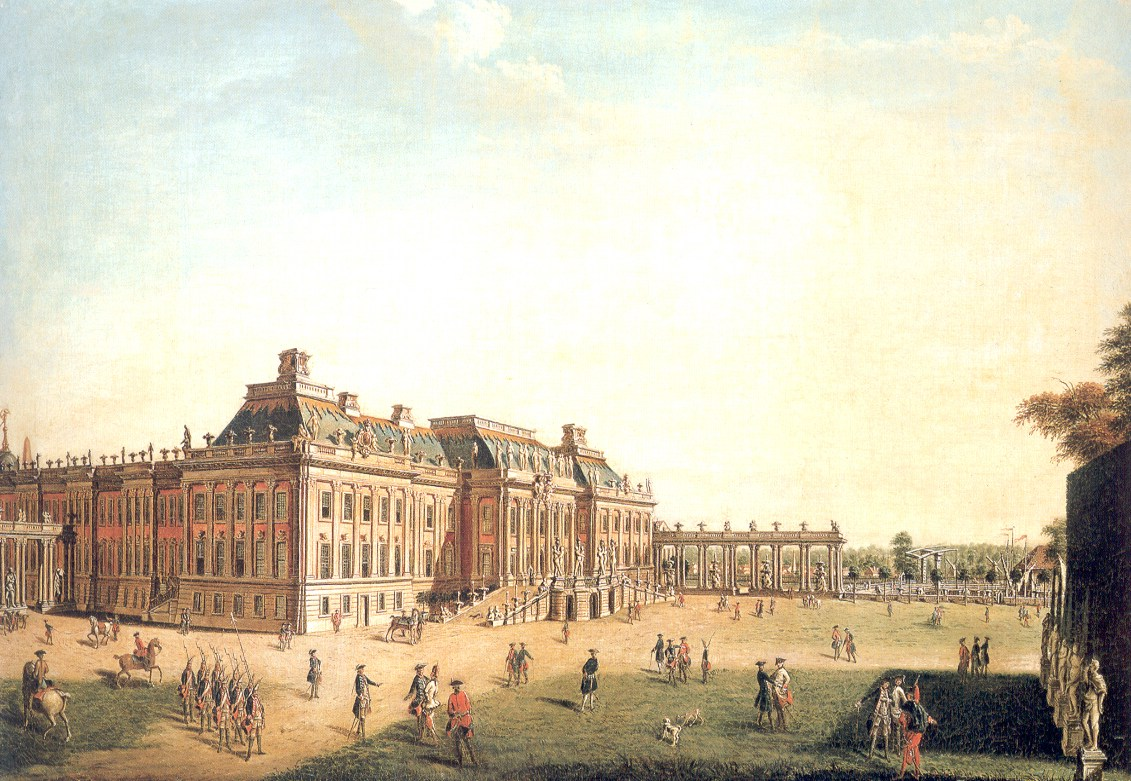
Potsdams stadsslott 1773, målning av Johann Friedrich Meyer (1728–1789)

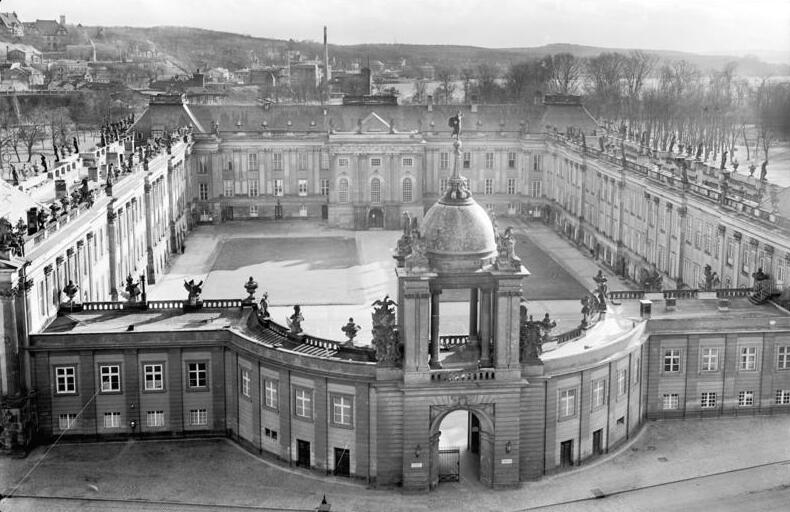
Potsdams stadsslott, fotografi från omkring 1930-talet, med Fortunaportalen i förgrunden.

Potsdams stadsslott är ett rekonstruerat barockslott i Potsdam, Tyskland, som ligger mellan Alter Markt och det nuvarande Hotel Mercure i centrala Potsdam.  Det stod klart årsskiftet 2013/2014 som en utvändig rekonstruktion av det tidigare barockslott som förstördes i andra världskriget och därefter revs.

## Historia
Barockslottet byggdes ursprungligen på platsen för en tidigare medeltida borg.  Under Brandenburgs kurfurstar byggdes slottet gradvis ut och erhöll sitt slutliga utseende 1744-1751 under Fredrik II av Preussens regeringstid, med Georg Wenzeslaus von Knobelsdorff som arkitekt. Den praktfulla inredningen var ett av de främsta exemplen på rokokostilen i Preussen under 1700-talet.  Slottet bombades och brann 1945, och resterna sprängdes och revs på order av Östtysklands ledning.  

## Det rekonstruerade slottet

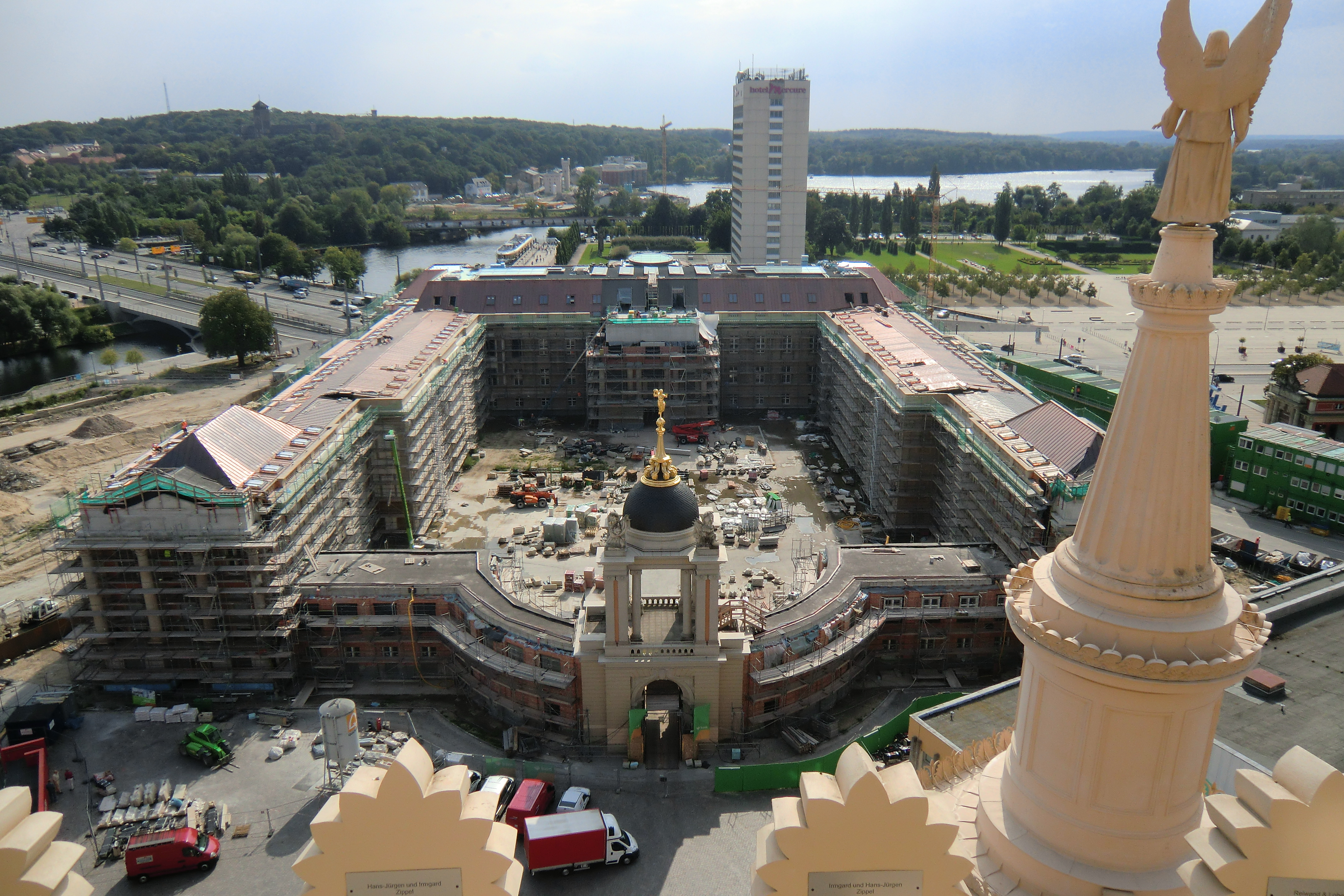
Slottet under återuppbyggnad i september 2012.

Exteriören för slottet är rekonstruerad enligt 1700-talets utformning och inkorporerar ursprungliga byggelement i fasaden, medan slottet invändigt hyser de moderna lokalerna för Brandenburgs lantdag, delstatsparlamentet i Brandenburg.